# Сермуаз
Сермуа́з (фр. Sermoise) — коммуна во Франции, находится в регионе Пикардия. Департамент коммуны — Эна. Входит в состав кантона Суасон-2. Округ коммуны — Суасон.
Код INSEE коммуны — 02714.

## Население
Население коммуны на 2010 год составляло 319 человек.
| 1962 | 1968 | 1975 | 1982 | 1990 | 1999 | 2010 |
| ---- | ---- | ---- | ---- | ---- | ---- | ---- |
| 288  | 302  | 289  | 300  | 361  | 340  | 319  |

## Экономика
В 2010 году среди 204 человек трудоспособного возраста (15—64 лет) 145 были экономически активными, 59 — неактивными (показатель активности — 71,1 %, в 1999 году было 69,3 %). Из 145 активных жителей работали 135 человек (75 мужчин и 60 женщин), безработных было 10 (2 мужчин и 8 женщин). Среди 59 неактивных 13 человек были учениками или студентами, 24 — пенсионерами, 22 были неактивными по другим причинам.